# Kevin Oris
Kevin Julienne Henricus Oris (Turnhout, Bélgica; 6 de diciembre de 1984) es un futbolista belga que se desempeña como delantero.
Jugó para clubes como el KSV Roeselare, Lommel, RAEC Mons, Royal Antwerp y Kyoto Sanga FC.

## Trayectoria

### Clubes
| Club                   | País          | Año         |
| ---------------------- | ------------- | ----------- |
| AC Olen                | Bélgica       | 2002 - 2003 |
| K Lyra-Lierse Berlaar  | Bélgica       | 2003 - 2004 |
| Sint-Niklaas           | Bélgica       | 2004 - 2005 |
| FCV Meerhout           | Bélgica       | 2005 - 2006 |
| KSV Roeselare          | Bélgica       | 2006 - 2007 |
| Lommel                 | Bélgica       | 2007 - 2008 |
| RAEC Mons              | Bélgica       | 2008 - 2009 |
| Royal Antwerp          | Bélgica       | 2009 - 2012 |
| Daejeon Citizen        | Corea del Sur | 2012        |
| Jeonbuk Hyundai Motors | Corea del Sur | 2013        |
| Liaoning Whowin        | China         | 2014        |
| Incheon United         | Corea del Sur | 2015 - 2016 |
| Kyoto Sanga FC         | Japón         | 2017        |
| Thes Sport             | Bélgica       | 2018        |